# 322 a.C.

## Eventos
- Continua a Segunda Guerra Samnita.
- Quinto Fábio Máximo Ruliano e Lúcio Fúlvio Curvo, cônsules romanos.[1]
- Aulo Cornélio Cosso Arvina é nomeado ditador romano e escolhe Marco Fábio Ambusto como seu mestre da cavalaria.
- Antípatro e Crátero, na Grécia, lutam contra os etólios.[2]
- Pérdicas, que tinha ficado noivo de Niceia, filha de Antípatro, no ano anterior, resolveu repudiá-la para se casar com Cleópatra, irmã de Alexandre. Eumenes levou presentes de Pérdicas para Cleópatra, que estava em Sárdis.[2]
- Menandro, o governador da Lídia, contou os planos de Pérdicas a Antígono Monoftalmo, amigo de Antípatro.[2]
- Pérdicas passou a acusar falsamente Antígono para que ele fosse executado. Antígono e seu filho Demétrio fogem para a Europa e se juntam a Antípatro.[2]

## Mortes
- Aristóteles, filósofo grego e preceptor de Alexandre, o Grande.
- Demóstenes, orador e político grego de Atenas, por autosuícidio.